# پینکافلد
پینکافلد (به آلمانی: Pinkafeld) یک شهر و شهرک با حقوق شهرک و روستای سابق در اتریش است که در ناحیه اوبروارت واقع شده‌است.

## خصوصیات
پینکافلد  ۵٬۲۸۵ نفر جمعیت دارد.